# Polypodium praetermissum
Polypodium praetermissum är en stensöteväxtart som beskrevs av John T. Mickel och Tejero. Polypodium praetermissum ingår i släktet Polypodium och familjen Polypodiaceae. Inga underarter finns listade.